# 備中廣瀨站
備中廣瀨站（日语：／ Bitchū-Hirose eki */?）是位於岡山縣高梁市松山，屬於西日本旅客鐵道（JR西日本）的伯備線車站。車站編號為「JR-V11」。

## 歷史
- 1926年（大正15年）6月20日 - 伯備南線美袋站至木野山站之間開業，此站啟用。
- 1928年（昭和3年）10月25日 - 伯備南線成為伯備線一部分。
- 1987年（昭和62年）4月1日 - 伴隨國鐵分割民營化，車站由西日本旅客鐵道（JR西日本）營運。
- 2007年（平成19年）
  - 7月3日 - 引入可接受ICOCA的自動閘機。
  - 9月1日 - 此站可以使用IC卡「ICOCA」。
- 2018年（平成30年）7月7日 - 由於發生2018年7月西日本豪雨，此站發生水浸。

## 車站構造

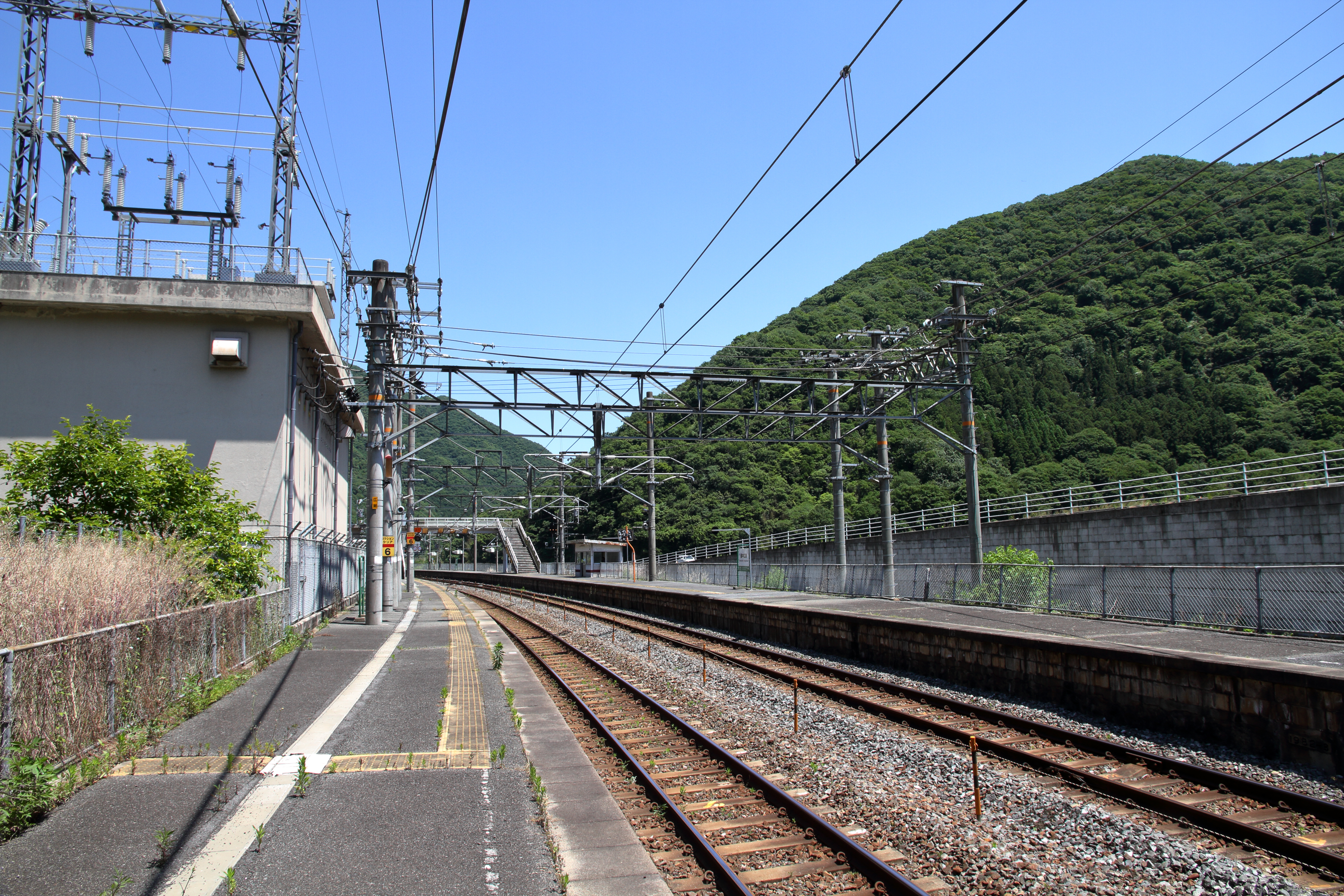
月台（2024年6月）

此站是設有2面2線相對式月台的地面車站。站房位於上行月台旁邊，月台之間透過跨線橋連接。在車站內設有轉轍器和場內・出發信號機，為閉塞的邊界。車站內設有廁所。
此站是由倉敷站負責管理的無人車站，可使用ICOCA與其互相可以使用的IC卡；過去則為簡易委託車站。站內設有自動售票機和簡易型自動閘機。站前曾設有商店，並可在商店中購買車票（只限常備票）。月台上設有簡易候車室。

### 月台
| 月台              | 路線   | 上下行 | 方向           |
| ----------------- | ------ | ------ | -------------- |
| 車站大樓旁邊（1） | 伯備線 | 上行   | 倉敷、岡山方向 |
| 車站大樓對面（2） | 伯備線 | 下行   | 新見、米子方向 |

※在旅客資訊上沒有編排月台編號，在運輸指令上編排了月台編號。

## 使用狀況
以下為近年1日平均乘車人次列表：
| 乘車人次變化 | 乘車人次變化    |
| 年度         | 1日平均乘車人次 |
| ------------ | --------------- |
| 1999         | 139             |
| 2000         | 142             |
| 2001         | 129             |
| 2002         | 128             |
| 2003         | 122             |
| 2004         | 116             |
| 2005         | 112             |
| 2006         | 109             |
| 2007         | 104             |
| 2008         | 98              |
| 2009         | 89              |
| 2010         | 87              |
| 2011         | 88              |
| 2012         | 90              |
| 2013         | 87              |
| 2014         | 79              |
| 2015         | 74              |
| 2016         | 68              |
| 2017         | 60              |
| 2018         | 53              |

## 車站周邊
- 高梁玉川郵局
- 高梁市立玉川小學
- 高梁川
- 國道180號（日语：国道180号）
- 岡山縣道293號宇戶谷高梁線（日语：岡山県道293号宇戸谷高梁線）

## 其他
- 在ICOCA使用記錄中，此站會標記為（備廣瀨）。

## 相鄰車站
西日本旅客鐵道
 伯備線
美袋（JR-V10）－備中廣瀨（JR-V11）－備中高梁（JR-V12）

## 注腳
1. ↑  岡山縣統計年報

## 外部連結
- 備中廣瀨｜車站資訊：JR出門網 - 西日本旅客鐵道